# Nederlandse kampioenschappen atletiek 2000
De Nederlandse kampioenschappen atletiek  2000 werden gehouden op 15 en 16 juli in het Olympisch Stadion in Amsterdam. De organisatie lag in de handen van de Amsterdamse atletiekvereniging Phanos, in samenwerking met de  KNAU.
De 10.000 m voor mannen en vrouwen vond plaats op 31 maart in Gorinchem.

## Uitslagen

### 100 m
| wind: +0,4 m/s | wind: +0,4 m/s  | wind: +0,4 m/s |
| rang           | atleet          | prestatie      |
| -------------- | --------------- | -------------- |
| Goud           | Martijn Ungerer | 10,45 s        |
| Zilver         | Troy Douglas    | 10,46 s        |
| Brons          | Timothy Beck    | 10,54 s        |

| wind: +3,1 m/s | wind: +3,1 m/s     | wind: +3,1 m/s |
| rang           | atlete             | prestatie      |
| -------------- | ------------------ | -------------- |
| Goud           | Jacqueline Poelman | 11,63 s        |
| Zilver         | Mami Awuah Asante  | 12,00 s        |
| Brons          | Rinske Daniels     | 12,01 s        |

### 200 m
| wind: +1,2 m/s | wind: +1,2 m/s     | wind: +1,2 m/s |
| rang           | atleet             | prestatie      |
| -------------- | ------------------ | -------------- |
| Goud           | Patrick van Balkom | 20,95 s        |
| Zilver         | Troy Douglas       | 21,02 s        |
| Brons          | Miguel Janssen     | 21,27 s        |

| wind: +0,5 m/s | wind: +0,5 m/s   | wind: +0,5 m/s |
| rang           | atlete           | prestatie      |
| -------------- | ---------------- | -------------- |
| Goud           | Mireille Donders | 23,54 s        |
| Zilver         | Eefje van Mourik | 24,57 s        |
| Brons          | Denise Lewis     | 24,64 s        |

### 400 m
| rang   | atleet           | prestatie |
| ------ | ---------------- | --------- |
| Goud   | Julien Hagen     | 46,47 s   |
| Zilver | Roel van Ree     | 47,19 s   |
| Brons  | Rikkert van Rhee | 47,45 s   |

| rang   | atlete           | prestatie |
| ------ | ---------------- | --------- |
| Goud   | Lotte Visschers  | 54,76 s   |
| Zilver | Nannet Karenbeld | 55,40 s   |
| Brons  | Judith Baarssen  | 56,13 s   |

### 800 m
| rang   | atleet        | prestatie |
| ------ | ------------- | --------- |
| Goud   | Bram Som      | 1.49,80   |
| Zilver | Arnoud Okken  | 1.50,89   |
| Brons  | Joeri Voltman | 1.51,15   |

| rang   | atlete            | prestatie |
| ------ | ----------------- | --------- |
| Goud   | Anjolie Wisse     | 2.11,15   |
| Zilver | Carina van Dorp   | 2.12,31   |
| Brons  | José van der Veen | 2.12,64   |

### 1500 m
| rang   | atleet           | prestatie |
| ------ | ---------------- | --------- |
| Goud   | Stefan Beumer    | 3.55,98   |
| Zilver | Rob Detert       | 3.56,51   |
| Brons  | Jeroen van Dijke | 3.56,70   |

| rang   | atlete            | prestatie |
| ------ | ----------------- | --------- |
| Goud   | Silvia Kruijer    | 4.22,18   |
| Zilver | Suzanne Wiertsema | 4.26,05   |
| Brons  | Annet Bezemer     | 4.27,66   |

### 5000 m
| rang   | atleet            | prestatie |
| ------ | ----------------- | --------- |
| Goud   | Kamiel Maase      | 13.47,84  |
| Zilver | Remco Kortenoeven | 13.57,25  |
| Brons  | Luc Krotwaar      | 14.00,79  |

| rang   | atlete            | prestatie |
| ------ | ----------------- | --------- |
| Goud   | Erika van de Bilt | 15.50,71  |
| Zilver | Wilma van Onna    | 15.54,89  |
| Brons  | Nadja Wijenberg   | 16.04,18  |

### 10.000 m[1]
| rang   | atleet          | prestatie |
| ------ | --------------- | --------- |
| Goud   | Ramses Bekkenk  | 29.27,92  |
| Zilver | Peter Visser    | 29.30,46  |
| Brons  | Koen Raymaekers | 29.30,98  |

| rang   | atlete           | prestatie |
| ------ | ---------------- | --------- |
| Goud   | Wilma van Onna   | 34.06,31  |
| Zilver | Miranda Boonstra | 34.32,05  |
| Brons  | Barbara Kamp     | 34.42,17  |

### 110 m horden/100 m horden
| wind: +1,7 m/s | wind: +1,7 m/s | wind: +1,7 m/s |
| rang           | atleet         | prestatie      |
| -------------- | -------------- | -------------- |
| Goud           | Robin Korving  | 13,44 s        |
| Zilver         | Sven Ootjers   | 14,23 s        |
| Brons          | Chiel Warners  | 14,51 s        |

| wind: +1,4 m/s | wind: +1,4 m/s     | wind: +1,4 m/s |
| rang           | atlete             | prestatie      |
| -------------- | ------------------ | -------------- |
| Goud           | Ilja Voltman       | 13,75 s        |
| Zilver         | Judith Vis         | 13,90 s        |
| Brons          | Ottelien Olsthoorn | 14,12 s        |

### 400 m horden
| rang   | atleet        | prestatie |
| ------ | ------------- | --------- |
| Goud   | Jeroen Prent  | 51,87 s   |
| Zilver | Frank Peeters | 52,40 s   |
| Brons  | Quinten Stern | 52,68 s   |

| rang   | atlete            | prestatie |
| ------ | ----------------- | --------- |
| Goud   | Marjolein de Jong | 59,72 s   |
| Zilver | Eefje van Mourik  | 60,62 s   |
| Brons  | Merel Ribbens     | 61,82 s   |

### 3000 m steeplechase
| rang   | atleet         | prestatie |
| ------ | -------------- | --------- |
| Goud   | Simon Vroemen  | 8.35,57   |
| Zilver | Casper Vroemen | 8.47,99   |
| Brons  | Ramses Bekkenk | 8.53,05   |

### 20 km snelwandelen
| rang   | atleet            | prestatie  |
| ------ | ----------------- | ---------- |
| Goud   | Marcel van Gemert | 1:40.12,64 |
| Zilver | Pedro Huntjens    | 1:43.31,53 |
| Brons  | Richard Leijenaar | 1:47.29,26 |

### Verspringen
| rang   | atleet        | prestatie         |
| ------ | ------------- | ----------------- |
| Goud   | Jurgen Cools  | 7,69 m (+0,6 m/s) |
| Zilver | Chiel Warners | 7,46 m (+3,2 m/s) |
| Brons  | Niels Kruller | 7,39 m (+1,4 m/s) |

| rang   | atlete           | prestatie         |
| ------ | ---------------- | ----------------- |
| Goud   | Sharon Jaklofsky | 6,57 m (+2,3 m/s) |
| Zilver | Denise Lewis     | 6,39 m (+0,9 m/s) |
| Brons  | Judith Vis       | 5,98 m (+1,8 m/s) |

### Hink-stap-springen
| rang   | atleet           | prestatie          |
| ------ | ---------------- | ------------------ |
| Goud   | Jermaine Sedoc   | 15,51 m (+1,1 m/s) |
| Zilver | Martijn Delissen | 15,50 m            |
| Brons  | Mark van Kerkhof | 14,62 m            |

| rang   | atlete            | prestatie |
| ------ | ----------------- | --------- |
| Goud   | Janneke Hulshof   | 12,03 m   |
| Zilver | Iris Waanders     | 11,77 m   |
| Brons  | Gabriëlle Ebskamp | 11,76 m   |

### Hoogspringen
| rang   | atleet           | prestatie |
| ------ | ---------------- | --------- |
| Goud   | Wilbert Pennings | 2,14 m    |
| Zilver | Jan Peter Larsen | 2,14 m    |
| Brons  | Paul Jongmans    | 2,08 m    |

| rang   | atlete            | prestatie                  |
| ------ | ----------------- | -------------------------- |
| Goud   | Denise Lewis      | 1,73 m (hoogte in barrage) |
| Zilver | Geraldien Gaastra | 1,70 m                     |
| Zilver | Marloes Lammerts  | 1,70 m                     |

### Polsstokhoogspringen
| rang   | atleet             | prestatie |
| ------ | ------------------ | --------- |
| Goud   | Christian Tamminga | 5,50 m    |
| Zilver | Rens Blom          | 5,40 m    |
| Brons  | Laurens Looije     | 5,40 m    |

| rang   | atlete              | prestatie |
| ------ | ------------------- | --------- |
| Goud   | Monique de Wilt     | 4,15 m    |
| Zilver | Sandra van der Geer | 3,80 m    |
| Brons  | Sabine Verbeek      | 3,80 m    |

### Kogelstoten
| rang   | atleet              | prestatie |
| ------ | ------------------- | --------- |
| Goud   | Rutger Smith        | 18,46 m   |
| Zilver | Erik van Vreumingen | 16,78 m   |
| Brons  | Erwin Simpelaar     | 16,69 m   |

| rang   | atlete          | prestatie |
| ------ | --------------- | --------- |
| Goud   | Lieja Koeman    | 17,39 m   |
| Zilver | Corrie de Bruin | 17,08 m   |
| Brons  | Denise Lewis    | 15,11 m   |

### Discuswerpen
| rang   | atleet              | prestatie |
| ------ | ------------------- | --------- |
| Goud   | Pieter van der Kruk | 61,32 m   |
| Zilver | Ben Vet             | 59,10 m   |
| Brons  | Rutger Smith        | 58,74 m   |

| rang   | atlete                  | prestatie |
| ------ | ----------------------- | --------- |
| Goud   | Jacqueline Goormachtigh | 58,94 m   |
| Zilver | Ilona Rutjes            | 54,50 m   |
| Brons  | Monique Jansen          | 44,14 m   |

### Speerwerpen
| rang   | atleet            | prestatie |
| ------ | ----------------- | --------- |
| Goud   | Oscar Schermer    | 72,00 m   |
| Zilver | Mario Georgadakis | 68,51 m   |
| Brons  | Elliott Thijssen  | 68,11 m   |

| rang   | atlete            | prestatie |
| ------ | ----------------- | --------- |
| Goud   | Kitty van Haperen | 51,71 m   |
| Zilver | Marjo Bus         | 48,94 m   |
| Brons  | Manon Post        | 48,75 m   |

### Kogelslingeren
| rang   | atleet             | prestatie |
| ------ | ------------------ | --------- |
| Goud   | Frank van den Dool | 66,41 m   |
| Zilver | Ronald Gram        | 65,37 m   |
| Brons  | Martin Wijand      | 56,76 m   |

| rang   | atlete         | prestatie |
| ------ | -------------- | --------- |
| Goud   | Renate Beunder | 59,79 m   |
| Zilver | Wendy Koolhaas | 58,65 m   |
| Brons  | Lianne Bousema | 52,33 m   |

1904 · 
1908 · 
1909 · 
1910 · 
1911 · 
1912 · 
1913 · 
1914 · 
1915 · 
1917 · 
1918 · 
1919 · 
1920 · 
1921 · 
1922 · 
1923 · 
1924 · 
1925 · 
1926 · 
1927 · 
1928 · 
1929 · 
1930 · 
1931 · 
1932 · 
1933 · 
1934 · 
1935 · 
1936 · 
1937 · 
1938 · 
1939 · 
1940 · 
1941 · 
1942 · 
1943 · 
1944 · 
1946 · 
1947 · 
1948 · 
1949 · 
1950 · 
1951 · 
1952 · 
1953 · 
1954 · 
1955 · 
1956 · 
1957 · 
1958 · 
1959 · 
1960 · 
1961 · 
1962 · 
1963 · 
1964 · 
1965 · 
1966 · 
1967 · 
1968 · 
1969 · 
1970 · 
1971 · 
1972 · 
1973 · 
1974 · 
1975 · 
1976 · 
1977 · 
1978 · 
1979 · 
1980 · 
1981 · 
1982 · 
1983 · 
1984 · 
1985 · 
1986 · 
1987 · 
1988 · 
1989 · 
1990 · 
1991 · 
1992 · 
1993 · 
1994 · 
1995 · 
1996 · 
1997 · 
1998 · 
1999 · 
2000 · 
2001 · 
2002 · 
2003 · 
2004 · 
2005 · 
2006 · 
2007 · 
2008 · 
2009 · 
2010 · 
2011 · 
2012 · 
2013 · 
2014 · 
2015 · 
2016 ·
2017 ·
2018 ·
2019 ·
2020 ·
2021 ·
2022 ·
2023 ·
2024 ·
2025